# Eva Braun
Eva Anna Paula Braun (født 6. februar 1912 i München, død som Eva Anna Paula Hitler 30. april 1945 i Berlin) var Adolf Hitlers livsledsager. Eva Braun mødte Hitler i München, da hun var 17 år gammel og arbejdede som assistent og model for hans personlige fotograf. Hun begyndte at se Hitler jævnligt to år efter. Hun forsøgte selvmord i begyndelsen af deres forhold.
Fra 1936 boede hun sammen med Hitler i Berghof, der var hans hjem på Obersalzberg nær Berchtesgaden i Bayern, og levede et beskyttet liv i luksus til sin død. Om hun havde nogen politisk indflydelse på Hitler vides ikke. Historikere er enige om, den i så fald måtte være meget lille. Eva Braun havde vaner, som Hitler ikke brød sig om: rygning, brug af make-up og solbadning nøgen. Eva Braun var glad for at fotografere, og mange af de farvebilleder, der findes af Hitler, er taget af hende. Hun var en central person i Hitlers nærmeste sociale omgangskreds, men deltog ikke i officielle begivenheder før sommeren 1944, hvor hendes søster giftede sig med Hermann Fegelein, der var en af Hitler personlige medarbejdere. Da Nazityskland brød sammen ved krigens slutning, svor hun, at hun ville være loyal overfor Hitler, og hun tog til Berlin for at være ved Hitlers side i Førerbunkeren under Rigskancelliet i Berlin. Da Den Røde Hær havde kæmpet sig frem til områder tæt på Førerbunkeren, giftede hun sig med Hitler ved en kort ceremoni den 29. april 1945. De begik selvmord 36 timer senere, hun ved at bide i en giftampul med cyanid. Eva Braun var til sin død næsten ukendt for den tyske offentlighed.

## Baggrund
Eva Braun blev født i München og var lærer Friedrich "Fritz" Braun og Franziska "Fanny" Kronburgers anden datter. Hendes forældre var begge fra bayerske familier. Hendes storesøster Ilse blev født i 1909, og hendes lillesøster Margarethe "Gretl" blev født i 1915. Eva Braun gik på gymnasium og et år på handelsskole i et kloster, hvor hun fik gennemsnitlige karakterer og viste talent for atletik. Hun havde arbejdet nogle måneder i receptionen på et lægekontor, da hun som 17-årig fik arbejde som laboratorieassistent og fotomodel for Heinrich Hoffmann, som var nazipartiets officielle fotograf. Samme år mødte hun den 23 år ældre Hitler i Hoffmanns atelier og blev forelsket i ham. Han blev præsenteret for hende som "Herr Wolf" (et barndomskælenavn, han brugte i 1920'erne af sikkerhedsmæssige årsager). Når hun omtalte Hitler overfor sine veninder, var det som en pæn herre med et sjovt skæg, der altid bar en lys, lang frakke samt en hat med den tyske ørn på. Han var meget glad for hendes øjenfarve, som han sagde var næsten den samme som hans mors. Hendes familie var stærkt imod forholdet, og næsten intet vides om de to første år.

## Forholdet
Hitler brugte mere tid sammen med Eva Braun, efter at hans elskerinde Geli Raubal døde i 1931 . Geli var også hans halvsøsters datter . Omstændighederne omkring Geli Raubals død er aldrig blevet endeligt afklaret. Nogle historikere mener, at hun begik selvmord, fordi hun var nedtrykt over sit forhold til Hitler, eller fordi Hitler havde et forhold til Eva Braun, mens andre har spekuleret i, at Hitler måske selv skød eller beordrede nogen til at skyde Geli Raubal. Eva Braun vidste ikke, at Raubal var en rival før efter hendes død. Samtidig blev Hitler set med andre kvinder som Renate Müller, der også pludselig døde efter selvmord.
Efter mange dødsfald blandt dem, Hitler elskede, fik han nu øjnene op for Eva Braun. Han købte en villa til hende og gav hende en Mercedes med chauffør. Eva blev utrolig glad for det, men det ændrede ikke deres lidt kølige forhold. De sås aldrig offentligt, hun havde ikke den store indflydelse på hans politik, og de sov ikke i samme værelse. Selv i Hitlers residens Berghof og i Førerbunkeren sov de hver for sig.

## Ægteskab
Den 29. april 1945, da der var heftige kampe i Berlin, blev Eva Braun og Adolf Hitler viet med Joseph Goebbels og Martin Bormann som vidner, dette skete i Hitlers hovedbunker mens de allierede var ved at overtage Tysklands hovedstad Berlin. Ægteskabet varede én dag, da de begik selvmord 30. april. Eva Braun blev 33 år mens Adolf Hitler blev 56 år gammel.